# Dan Pagis
Dan Pagis (Rădăuți, 25 febbraio 1930 – Gerusalemme, 29 luglio 1986) è stato un poeta israeliano.
Nato in Bucovina nell'Europa dell'Est, da bambino fu imprigionato in un campo di concentramento in Ucraina, ma riuscì a scappare nel 1944. Nel 1946 arrivò sano e salvo in Palestina e col tempo diventò docente di Letteratura Medievale Ebraica alla Università Ebraica di Gerusalemme.
Il suo primo libro di poesie è stato Sheon ha-Tsel ("L'orologio d'ombra"), pubblicato nel 1959. Nel 1970 venne pubblicata la sua opera principale, intitolata Gilgul – che può essere tradotta come "Rivoluzione, ciclo, trasformazione, metamorfosi, metempsicosi," ecc. Altre poesie comprendono: Written in Pencil in the Sealed Railway-Car, (“Scritto a matita su un vagone piombato”), Testimonianza, Europa, tardi, Autobiografia, e Minuta di un accordo di riparazione.
Recentemente è stato pubblicato, con una lunga postfazione del traduttore, un suo racconto semi-autobiografico incentrato sul suo difficile rapporto con il padre: “Papà” (Firenze, La Giuntina, 2014).
Pagis conosceva molte lingue, e tradusse numerose opere letterarie nel corso della sua vita.